# Bírószék
Bírószék (1887-ig Szodesincz, szlovénül: Sodišinci, vendül régen Sudešinci, németül: Sodersdorf, vagy Sodiftza) falu Szlovéniában, Muravidéken, Pomurska régióban. Közigazgatásilag Csendlakhoz tartozik.

## Fekvése
Muraszombattól 4 km-re északnyugatra a Mokos-patak partján közvetlenül  a stájer határ mellett fekszik.

## Története
1365-ben említik először, amikor Széchy Péter fia Miklós dalmát-horvát bán és testvére Domonkos erdélyi püspök kapták királyi adományul illetve cserében a Borsod vármegyei Éleskőért, Miskolcért és tartozékaikért Felsőlendvát és tartozékait, mint a magban szakadt Omodéfi János birtokát. A település a későbbi századokon át is birtokában maradt a családnak. Az 1366-os beiktatás alkalmával részletesebben kerületenként is felsorolják az ide tartozó birtokokat, melyek között a falu "Zudysinch in districtu Beelmura" alakban szerepel.  A felsőlendvai váruradalom belmurai kerületéhez tartozott. A Széchyek fiági kihalásával a 17. század végén a Szapáryak és a Batthyányak birtoka lett.
Vályi András szerint "SZODESNICZ. Horvát falu Vas Várm. földes Urai Gróf Batthyáni, és Gróf Szapáry Uraságok, lakosai katolikusok, fekszik Tisinának szomszédságában, mellynek filiája; határja síkos, és termékeny, legelője, fája, szőleje is van."
Fényes Elek szerint "Szodesincz, vindus falu, Vas vmegyében, a muraszombati uradalomban, 121 kath., 51 evang. lak. Ut. post. Radkersburg."
Vas vármegye monográfiája szerint "Birószék vend falu a stájer határszélen. Van 43 háza és 260 r. kath. és ág. ev. lakosa. Postája Ferenczfalva, távirója Muraszombat."
1837-ben 123 katolikus és 83 evangélikus. Eredetileg "Szodesincz", vagy "Szudesinc" néven szerepelt a térképeken, majd Bírószékre magyarosították nevét, a vend "sodnik" ugyanis bírót jelent. Része volt a történelmi Tótsági járásnak. 1910-ben 261, túlnyomórészt szlovén lakosa volt. A trianoni békeszerződésig Vas vármegye Muraszombati járásához tartozott, 1919-ben átmenetileg a de facto Mura Köztársaság része lett. Bírószék ma is síkvidéki, többutcás elágazó ún. „útifalu.” 1991-ben 242, 2002-ben 212 lakosa volt.

## Nevezetességei
- Keresztelő Szent János tiszteletére szentelt római katolikus kápolnája 1901-ben épült neogótikus stílusban.
- Kulturális emlék az 1892-ben épített L alakú Vrečič-kúria.